# Turbacz
Turbacz este cel mai înalt vârf al Munților Gorce , un lanț muntos situat în sudul Poloniei Mici. Acesta se află în mijlocul intervalului, și conform mai multor surse, are 1310 metri înălțime. Vârful însuși este înconjurat de o pădure deasă de pini, ceea ce face imposibil pentru turiști să admire priveliștea din zona. Cu toate acestea, în trecut, în această zonă nu au existat copaci și, potrivit unor surse de la 1832, era posibil să se vadă orașul Cracovia cu ajutorul unui telescop. În vârf este un obelisc de piatră cu o cruce de fier. Turbacz aparține Coroanei Munților Polonezi.
Turbacz este foarte popular printre turiști, reprezentând intersecția a mai multor trasee situate în fața unui adăpost aparținând Societății Poloneze de Tursim și de Vizitare a obiectivelor turistice (PTTK). Adăpostul în sine, situat la o înălțime de 1283 de metri, oferă o vedere magnifică a munților Tatra și Pieniny. Adăpostul Turbacz este o clădire mare de piatră, cu două aripi. Acesta a fost deschis în 1958 și are 100 de paturi. Lângă adăpost există un muzeu PTTK cel al Culturii Muntelui și Turismului deschis în 1980.
În fiecare a doua duminică din August, o sărbătoare a munților are loc lângă așa-numita Capela Papală, în Poiana Wisielakowka. Acesta atrage un număr mare de turiști și, în același loc, o slujbă tradițională a fost condusă de Reverendul Józef Tischner. La 12 august 2012, un monument dedicat soldaților polonezi a fost inaugurat în Poiana Wisielakowka. În fiecare vară, o cursă de biciclete de munte are loc de la Rabka Zdrój la Turbacz și înapoi.
În timpul celui de-al doilea Război Mondial și în a doua jumătate a anilor 1940, numeroase unități de partizani anti-naziști și anti-sovietici au operat în zona Turbacz. Cea mai faimoasă personalitate strâns asociată cu vârful este Józef Kuraś, cunoscut în timpul războiului sub numele Ogień, un controversat soldat polonez blestemat, care a luptat atât împotriva naziștilor cât și a sovieticilor ocupanți.
În trecut, muntele a fost cunoscut de către localnici sub numele Kluczki. În 1790, cartografii Imperiului Habsburgic, lucrând la o hartă a Galiției, au făcut o greșeală, plasând satul Niedzwiedz în vârf, lucru care a dus la confundarea numelor de-a lungul secolului al XIX-lea. Cuvântul Turbacz, este, probabil de origine valahă, provenind de la cuvântul din română turbă.
Vârful Turbacz are o climă subarctice (Köppen Dfc) din cauza altitudinii. Temperaturile medii sunt comparabile cu cele găsite în locuri din Europa de Nord, cum ar fi Alta, Norvegia. Cu toate acestea, de precipitațiile anuale ridicate în combinație cu temperaturile scăzute o plasează zona subalpin tropicală potrivit împărțirii climatice a lui Leslie Holdridge. 